# USS Endicott (DD-495)
Эскадренный миноносец «Эндикотт» (англ. USS Endicott (DD-495)) — американский эсминец типа Gleaves.
Заложен на верфи Seattle Tacoma Shipbuilding, Сиэтл 1 мая 1941 года. Спущен 2 апреля 1942 года, вступил в строй 25 февраля 1943 года.
С 30 мая 1945 года быстроходный тральщик DMS-35. С 15 июля 1955 года снова эсминец DD-495. Выведен в резерв 17 августа 1955 года
Из ВМС США исключён 1 ноября 1969 года.
Продан 6 октября 1970 года фирме «National Metal and Steel Corp.», Терминал-Айленд и разобран на слом.